# ロチェスター男爵
ケント州ロチェスターのロチェスター男爵（Baron Rochester）は、イギリスの爵位のひとつ。自由党および国民労働党の政治家アーネスト・ラムの叙爵により、1931年に創設された。
初代ロチェスター卿は1931年から1935年まで主計総監を務めた。1955年からは息子のフォスターが2代目ロチェスター卿となった。
2代目ロチェスター卿の末子ティモシー・マイケル・ラムは、1997年から2004年まで英国クリケット委員会会長をつとめた。

## ロチェスター男爵
- 初代アーネスト・ヘンリー・ラム（1876年 - 1955年）
- 第2代フォスター・チャールズ・ラウリー・ラム（1916年 - 2017年）
- 第3代デイヴィッド・チャールズ・ラム（1944年 - ）